# Maestà (Duccio)

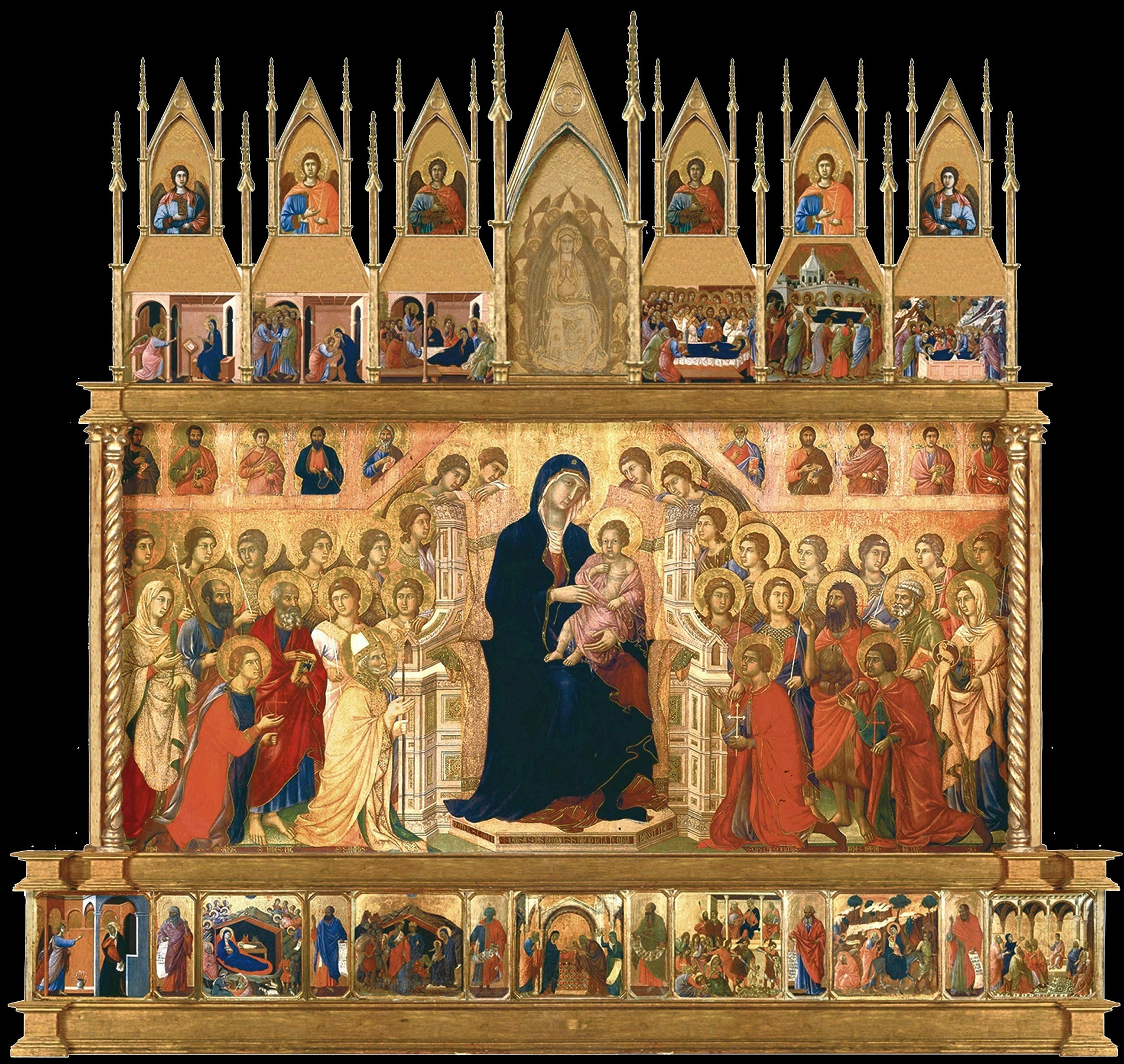
Vorderseite

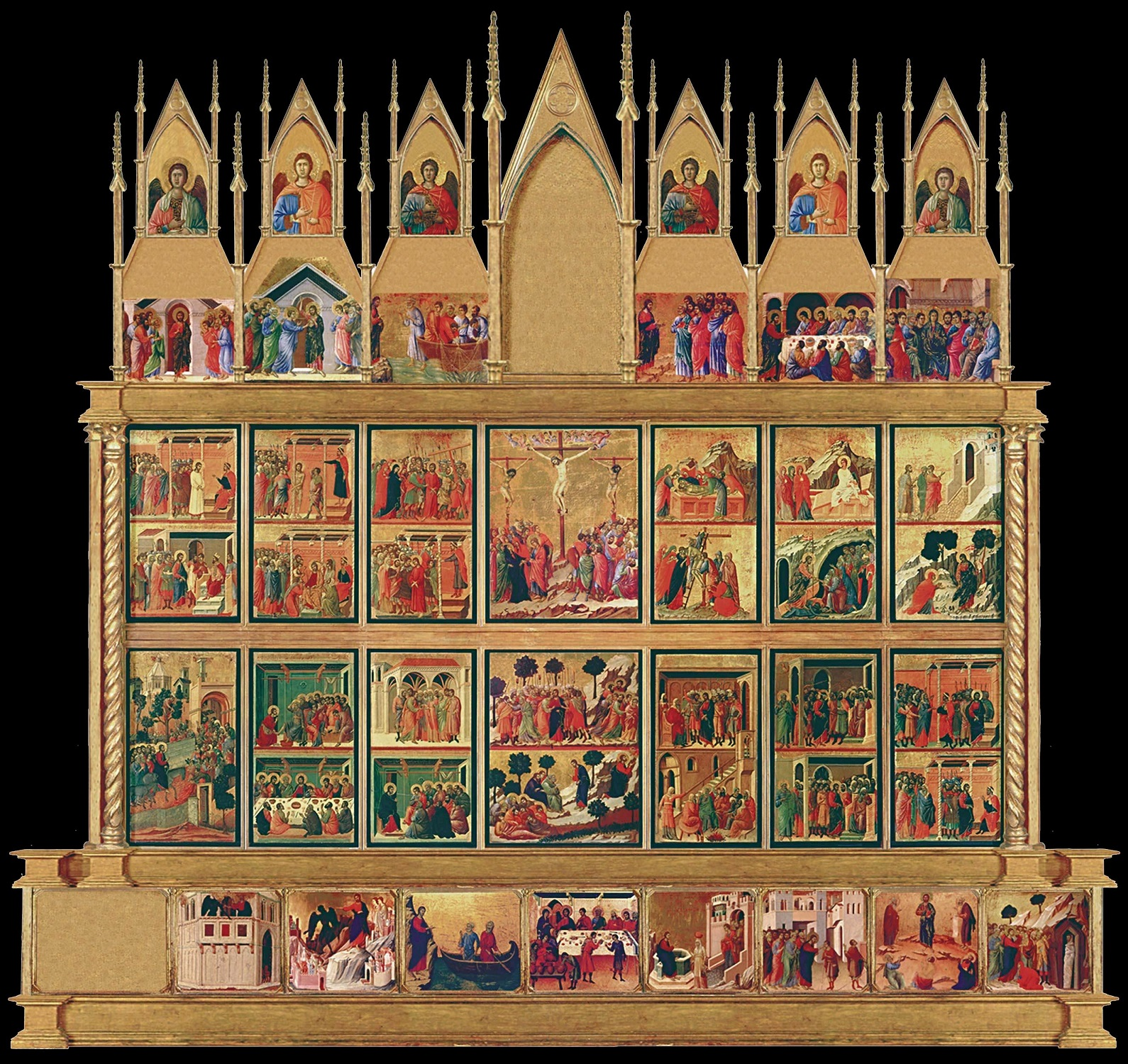
Rekonstruktion der Altarrückseite

Die Maestà des Hochaltares des Doms zu Siena (ital. Maestà del Duomo di Siena oder Maestà di Duccio) wurde zwischen 1308 und 1311 von Duccio di Buoninsegna für den Dom von Siena geschaffen und ersetzte ein älteres, kleineres Altarbild, die hochverehrte Madonna del voto von Dietisalvi di Speme. Das Tafelgemälde war ursprünglich ca. 5 m breit und 4,70 m hoch und hatte eine Vorder- und eine Rückseite mit mehr als vierzig Einzelbildern, von denen die meisten heute verstreut oder auch verloren sind. Die verbliebenen Teile befinden sich heute im Museo dell’Opera metropolitana del Duomo, dem Dommuseum von Siena.

## Vorderseite
Die Vorderseite des Altarbildes zeigt zum Volk hin, ist auf Fernbetrachtung ausgelegt, und deshalb recht groß. Es zeigt traditionell die Ikone: Die thronende Madonna, die Stadtheilige Sienas, umgeben von ihrem himmlischen Hofstaat aus Heiligen und Engeln. Die Madonna hat große Ähnlichkeiten zu ihrer Vorgängerin, der Madonna del voto, was wohl das Wohlwollen des Volkes für das neue Werk sichern sollte.
Ergänzt wird das Bild durch die vier Stadtheiligen Ansanus, Victor von Mailand, Savinus von Spoleto und Crescentius von Rom, welche vor der Madonna knien und stellvertretend Fürbitte für Sienas Bevölkerung einlegen. Die Maestà mit dem Kind ist bedeutungsperspektivisch dargestellt: Unnatürlich groß und in der Mitte des Bildes.
1771 trennte man Vorder- und Rückseite voneinander, und später kam es zu bedauerlichen Zerlegungen. Acht Predellentafeln wanderten ins Ausland, wo sie heute in verschiedenen Sammlungen und Museen bewahrt werden. Ein Feld der Predella ist verschollen. Die übrigen Teile – Maestà und die entsprechenden Szenen der Rückseite sowie sieben Predellenbilder – befinden sich heute im Dommuseum in Siena. Nur der Mittelteil der Frontseite, die Madonna im Kreis von Engeln und Heiligen, ist heute noch als Einheit erhalten.
Die Vorstellung des ganzen Altars bedarf der Rekonstruktion fehlender Teile und der originalen Rahmung. Dabei stellt sich heraus, dass das Werk insgesamt fünf Bildzonen und einen architektonischen (gotischen) Umriss mit Giebeln, Fialen und Streben besaß.

## Rückseite
Die Rückseite ist auf den Chor ausgerichtet, auf Nahansicht ausgelegt, und war nur von Geistlichen einsehbar. Sie ersetzte den in dieser Position üblichen Christusaltar und zeigte in einem Ensemble kleinteiliger Tafeln die Passion Christi.

## Engel der Altarbekrönung
Von den ursprünglich zwölf Engeln der Altarbekrönung sind nur noch vier in unterschiedlichen Museen außerhalb Italiens erhalten, im Mount Holyoke College Art Museum, in South Hadley, Massachusetts, im
Philadelphia Museum of Art, Philadelphia, im Museum Stichting Huis Bergh, ’s-Heerenberg, Niederlande und ein Engel ehemals in der Sammlung Stoclet.

## Ergänzungen
Nach 1331 wurden vier Seitenaltäre errichtet, die den vier Stadtheiligen Ansanus, Viktor, Savinus und Crescentius, geweiht wurden. Die vier Altäre wurden in den folgenden 20 Jahren von damals bedeutenden Malern der Stadt gestaltet.
Es wurde wohl schon damals ein Gesamtprogramm festgelegt, das einen Bezug zum Hochaltar mit der Maestà herstellte.
Eine Besonderheit der Altäre stellt die Beiseiterückung der Heiligen dar, die nicht mehr, wie üblich, in der Mitte dargestellt wurden. Stattdessen wurde jeweils eine Szene aus dem Leben der Muttergottes (in Leserichtung von links nach rechts) dargestellt, die Heiligen wurden zu ihrer Rechten (der sogenannten Dexter-Seite) dargestellt. Der alte Retabeltypus, der immer die heilige Person im Zentrum darstellte, wurde durch ein narratives Altargemälde ersetzt – eine kunsthistorische Revolution.

### Die vier Seitenaltäre
1. Die Verkündigung von Simone Martini (1333) – Altar des hl. Ansanus
2. Darbringung im Tempel von Ambrogio Lorenzetti (1342) – Altar des hl. Crescentius
3. Geburt Mariens von Pietro Lorenzetti (1342) – Altar des hl. Savinus
4. Anbetung der Hirten von Bartolomeo Bulgarini (1351) – Altar des hl. Victor

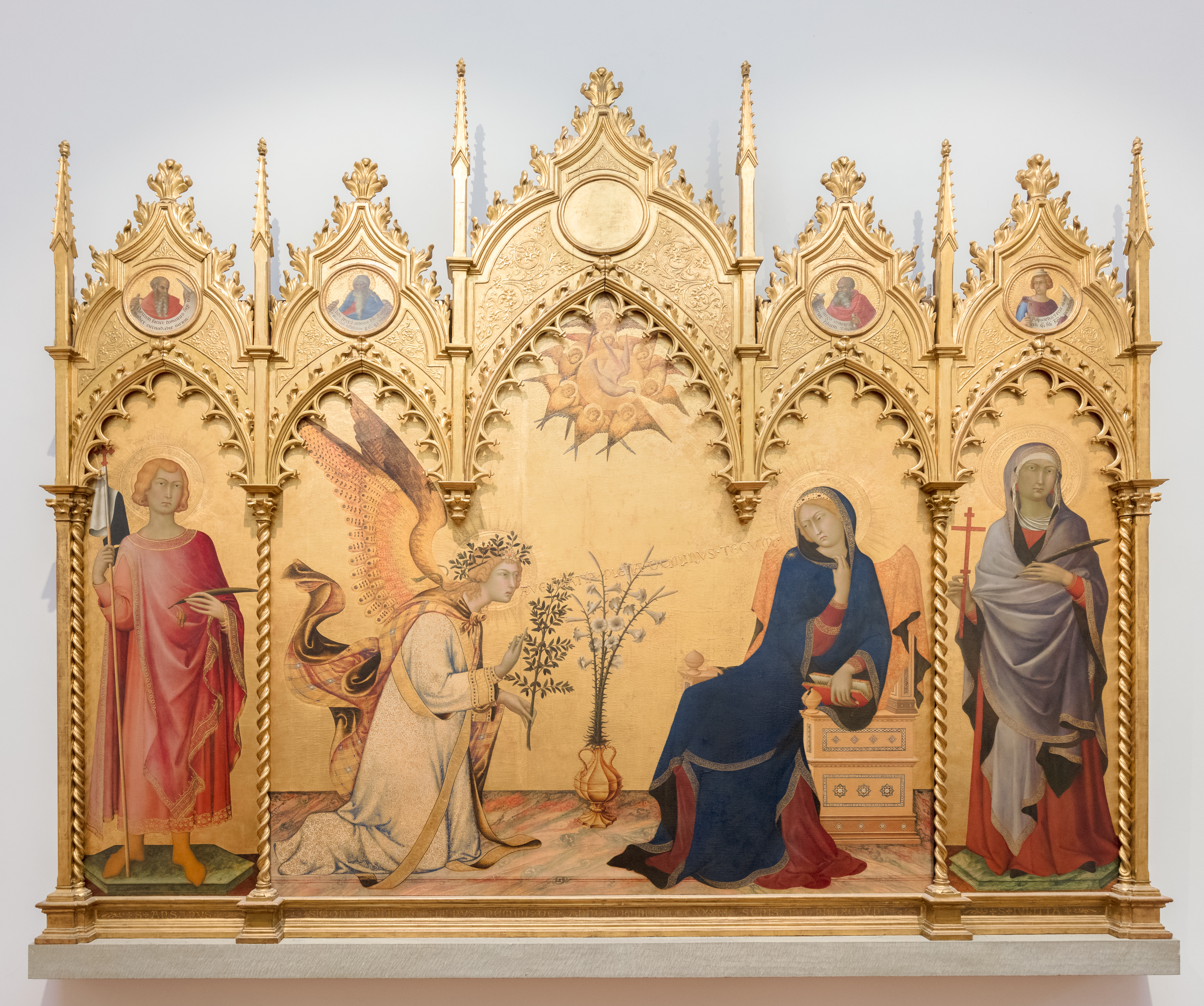
Simone Martini, Lippo Memmi: Verkündigung; Uffizien, Florenz
A. Lorenzetti: Darbringung im Tempel; Uffizien, Florenz
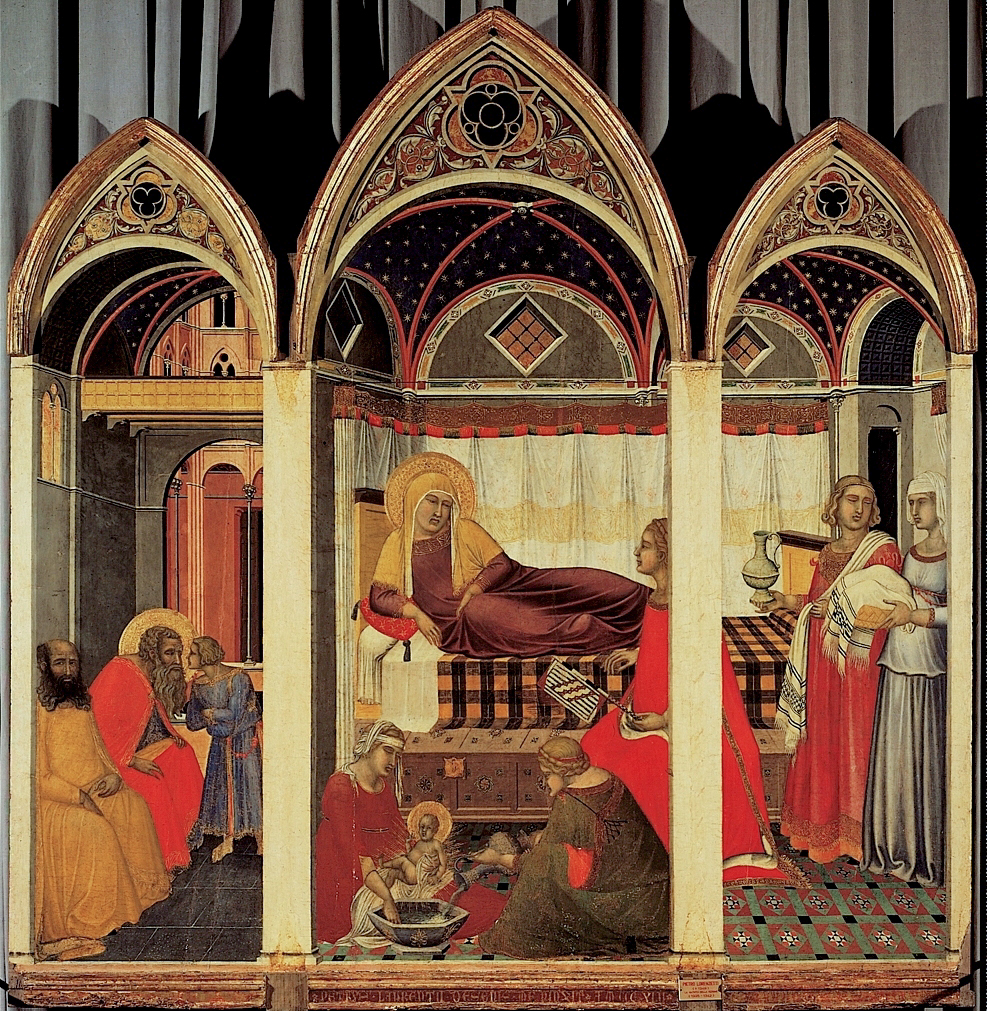
P. Lorenzetti: Mariengeburt; Museum Siena

### DieGeburt Mariensvon Pietro Lorenzetti
Das Ungewöhnliche an Lorenzettis Gemälde ist die Umdeutung der drei architektonischen Kompartimente des Altars in zwei aneinander angrenzende Räume: das linke ist der Vorraum des Tempels, in dem Joachim die Nachricht von der Geburt seiner Tochter erhält, das Mittlere und das Rechte zeigen die Geburtsstube, die Trennung zwischen Mittel- und Seitentafel wird zu einer Säule in der Stube. Auf diese ist auch der Fluchtpunkt des gesamten Bildes hin versetzt, anstatt auf dessen Mittelachse. Der Raum um die liegende Marienfigur wird dadurch zum Betrachter hin geöffnet und durch den hoch gelegten Horizont in eine leichte Aufsicht gebracht.
Auch Bartolomeo Bulgarini, der nach dem Pesttod seiner Vorgänger 1251 den letzten Altar schuf, orientierte sich an Pietro Lorenzettis Vorbild der perspektivischen Darstellung.

### Das Rundfenster
Das große Rundfenster im Chor von 1287 ist über dem Retabel sichtbar. Es führt die Erzählung des Marienlebens weiter aus und zeigt Mariä Aufnahme in den Himmel, darüber die Marienkrönung, darunter den Marientod, in den Ecken die Evangelisten mit ihren Attributen.

## Blickrichtungen
1. Chronologisch-narrativ:
Unter Einbeziehung der Seitenaltäre sind die Gemälde als Erzählung des Marienlebens zu verstehen. Die Seitenaltäre zeigen in horizontaler Blickrichtung Stationen ihres Lebens, während die Maestà die Menschwerdung Christi darstellt.
2. Symbolisch-transzendental:
Unter Einbezug des Rundfensters zur Maestà wird Marias Leben nach dem Tod in vertikaler Blickrichtung erzählt: Tod, Himmelfahrt, Krönung, Befehligung der Heerscharen im Himmel.
3. Perspektivisch:
Die verschobenen Fluchtpunkte der Seitenaltare zur Maestà hin und der imaginierte Betrachterstandpunkt, also die Verortung des Betrachters lenken den Blick immer wieder zur Maestà: Alles ordnet sich ihr unter.